# Asami Shimoda
Asami Shimoda (下田麻美 Shimoda Asami?, Prefectura de Tottori, 30 de enero de 1986) es una actriz, seiyū y cantante japonesa. Está representada por la agencia Arts Vision. Es especialmente conocida por darle voz a las hermanas gemelas Ami y Mami Futami en The Idolmaster y a los sintetizadores de voz Kagamine Rin y Len en Vocaloid 2, pertenecientes a Crypton Future Media.
Es conocida por sus fanes con el apodo de Asapon (あさぽん?).

## Filmografía
Los papeles principales están en negrita

### Anime
| Lista de roles interpretados |
| --- |
| 2006 - Otome wa Boku ni Koishiteru (Estudiante) 2007 - Kodomo no Jikan (Estudiante) - Seirei no Moribito (Hermana del matón) - Da Capo II (Estudiante [ep 7]) 2008 - Kyō no Go no Ni (Chika Koizumi) - Gin Tama (Hermanos Matsuno [ep 106]) - True Tears (Asami; Estudiante femenina A [ep 11]; Estudiante normal E [ep 10]; Vendedor [ep 6]) - Pururun! Shizuku-chan (Habitantes del pueblo) - Yatterman (2008) (Tsuneo [ep 17]) - Rosario + Vampire (Estudiante [ep 3]) 2009 - Kanamemo (Ōtsuka-san [ep 13]) - Kuroshitsuji (Jim [eps 19-20]) - Tayutama: Kiss on my Deity (Ameri Kawai) 2010 - Seitokai Yakuindomo (Kotomi Tsuda; Mako Aragaki [ep 13]) - B Gata H Kei (Chika Yamada) - Hime Chen! Otogi Chikku Idol Lilpri (Kaede) 2011 - The Idolmaster (Ami Futami y Mami Futami) - IS (Infinite Stratos) (Líng Yin Huáng) - Jewelpet Twinkle (Sagan) - Nekogami Yaoyorozu (Hasumi Shirasaki) 2012 - Onii-chan dakedo Ai sae Areba Kankeinai yo ne! (Haruomi Ginbei Sawatari) - Cardfight!! Vanguard: Asia Circuit Hen (Lee Shenlon) - Binbō-gami ga! (Ryūta Tsuwabuki) 2013 - IS (Infinite Stratos) 2 (Líng Yin Huáng) - Cuticle Detective Inaba (Yūta Sasaki) - Cardfight!! Vanguard: Link Joker (Lee Shenlon) - Ro-Kyu-Bu! SS (Nana Yotsuya) - Shingeki no Kyojin (Nanaba) 2014 - Seikoku no Dragonar (Anya) 2016 - Watashi ga Motete Dōsunda (Amane Nakano) 2018 - Hanebado! (Kaoruko Serigaya) |

#### Películas de anime
| Lista de roles interpretados                                                                                                 |
| --- |
| 2010 - Bungaku Shōjo (Kurara Mori) 2012 - Wasurenagumo (Mizuki Henmi) 2014 - The Idolmaster Movie (Ami Futami y Mami Futami) |

#### OVA
| Lista de roles interpretados |
| --- |
| 2007 - Strait Jacket (Fahgo) 2008 - The Idolmaster Live For You! (Ami Futami y Mami Futami) 2009 - AIKa ZERO (Kana Shiraishi) - Kyō no Go no Ni Hōkago (Chika Koizumi) 2010 - Bungaku Shōjo Memoir III - Koi suru Otome no RhapsodY (Kurara Mori) 2011 - IS (Infinite Stratos) Encore: Koi ni Kogareru Rokujūsō (Líng Yin Huáng) - Seitokai Yakuindomo OVAs (Kotomi Tsuda) 2012 - Asa Made Jugyō Chu! (Yūki Kagami) - Seitokai Yakuindomo OVAs (Kotomi Tsuda) - Nekogami Yaoyorozu (Hasumi Shirasaki) |

#### Web Anime
| Lista de roles interpretados                                                                                  |
| --- |
| 2011 - Copihan (Saya Mihashira) 2012 - Puchimas! -PETIT IDOLM@STER- (Ami Futami y Mami Futami; Koami; Komami) |

### Videojuegos
| Lista de roles interpretados |
| --- |
| 2005 - The Idolmaster (Ami Futami y Mami Futami) 2007 - The Idolmaster (Xbox 360) (Ami Futami y Mami Futami) - Dear Pianissimo Lefranc (Piano) 2008 - The Idolmaster Live For You! (Ami Futami y Mami Futami) - Cosmic Break (Ririrein; Kurimuroze; Kurimuroze. W; Razufuramu LOUD) - Tears to Tiara: Kakan no Daichi (Niños) - Da Capo II: Plus Situation (Miki Asahina; Yuko Kohinata) - Higurashi no Naku Koro ni Kizuna (Madoka Minai) 2009 - The Idolmaster SP (Ami Futami y Mami Futami) - The Idolmaster Dearly Stars (Ami Futami y Mami Futami) - Antiphona no Seikahime -Tenshi no Gakufu Op. A- (Animato; Daru) - Kimokawa E! (Aira Suzuki) - Date Ni Game Tsui Wake Ja Nē! -Dungeon Maker Girls Type- (Lady Ophelia) - Tayutama: Kiss on my Deity (Xbox 360) (Ameri Kawai) - Destiny Links (Chico de la ciudad) - NUGA-CEL! (Palette) - Puzzle: Bokura no 48 Jikan Sensou (Azusa Nakamura) - Hatsune Miku: Project DIVA (Asami Shimoda feat. Rin y Len Kagamine) - Luminous Arc 3 (Hina, Hiyo) 2010 - Canvas 3 -Nanairo no Kiseki- (Hiiragi Tsukahara) - Shining Force CROSS Raid (Sistema de voz, Misc.) - Twinkle Crusaders GoGo! (Sachiho Takahashi) - Motto NUGA-CEL! (Palette) - Twinkle Queen (Amelie Kawai) - Momoiro Taisen Pairon (Prim Vert Surato Le Fleur de Surije) 2011 - The Idolmaster 2 (Ami Futami y Mami Futami) - The Idolmaster Gravure For You! Vol. 1 - 9 (Ami Futami; Mami Futami) - Queen's Gate Spiral Chaos (Arutta Catus) - Black Rock Shooter (Nafe) - Disgaea 4: A Promise Unforgotten (DES X) - Además, cantó el Tema de apertura, "Last Engage", junto con Akiko Hasegawa - Smile ☆ Shooter (Rurika Kawauchi) - Momoiro Taisen Pairon (Kei Azuma) 2012 - The Idolmaster Shiny Festa (Ami Futami y Mami Futami) - Kono Bushitsu wa Kitaku Shinai Bu ga Senkyo Shimashita. Portable (Yusura Sakurae) - Conception: Ore no Kodomo o Undekure! (Collette) - Touch, Shiyotsu! -Love Application- (Kaya Kinoshita) - Demons' Score (Dantarion) - Do-Don-Pachi Saidaioujou (Operadora de comunicaciones) - Dream Drops (Princesa) 2013 - The Idolmaster Million Live! (Ami Futami y Mami Futami) - The Idolmaster Cinderella Girls (Ami Futami y Mami Futami) - Cardfight!! Ride to Victory! (Lee Shenlon) - Killer Is Dead (Alice) - Granado Espada (Solan) - Monster Monpiece (Mei) - Dungeon Travelers 2 "Oritsu Toshokan to MAMONO no Fuuin" (Icicle) - Disorder 6 (Mariwo) - Fairy Fencer F (Pipin) - Mind Zero (Yukito Kujo) - Rusty Hearts (Meilin Chen) - 2017 - Azur Lane (Universal Bulin,Prototype Bulin MKII Y Specilalized Bulin Custom MKII) |

### Otros
| Lista de roles interpretados |
| --- |
| 2007 - Crypton VOCALOID2 (Rin y Len Kagamine) 2010 - Crypton VOCALOID2 (Rin y Len Kagamine Append) 2012 - The Idolmaster LIVE in SLOT! (Ami Futami y Mami Futami) - Juego de Pachinko - The Idolmaster Mobile i (Ami Futami y Mami Futami) - Aplicación para el sistema operativo de teléfono inteligente iOS 2013 - Yome Collection (Ginbei Haruomi Sawatari, personaje de Onii-chan dakedo Ai sae Areba Kankeinai yo ne!) - Aplicación para iOS y Android |

## Discografía

### Sencillos
| Año  | Detalles | Uso | Posición más alta en Oricon |
| ---- | --- | --- | --------------------------- |
| 2012 | awake / Mou Ichido (awake／もう一度?) - Lanzamiento: 27 de julio de 2012 - Discográfica: 5pb. Records (FVCG-1204) - Formato: CD | awake: Tema del juego de arcade Shining Force Cross Elysium Mou Ichido: Tema de apertura del programa de televisión "Anime TV" para junio de 2012 | 63                          |

### Álbumes
| Año              | Detalles | Posición más alta en Oricon |
| ---------------- | --- | --------------------------- |
| Mini-álbumes     | |                             |
| 2010             | DREAM - Lanzamiento: 22 de diciembre de 2010 - Discográfica: Geneon Universal Entertainment (GNCA-7166) - Formato: CD                                     | 219                         |
| 2013             | Shimoda Asami Fan Kansha CD Link (下田麻美ファン感謝CD LINK?) - Lanzamiento: 27 de febrero de 2013 - Discográfica: 5pb. Records (FVCG-1230) - Formato: CD | 108                         |
| Álbumes de cover | |                             |
| 2009             | Prism - Lanzamiento: 10 de junio de 2009 - Discográfica: Universal Music (POCS-22002) - Formato: CD                                                       | 26                          |